# 內柵
內柵，是臺灣桃園市大溪區的一個傳統地域名稱，位於該區西部偏南。相較於今日行政區，其範圍大致包括康安里東大半部、義和里北部。

## 歷史
台灣清治末期至日治初期，內柵地區為一街庄，稱為「內柵庄」，隸屬於海山堡。該庄昔日西及西北隔大漢溪主流及沙洲與三坑仔庄、蕃仔藔庄、員樹林庄、缺仔庄為界，東北與田心仔庄為鄰，東南與三層庄為鄰，西南邊為新溪洲庄、舊溪洲庄。
1901年（日治明治三十四年）11月，全台設置二十廳，該庄隸屬於桃仔園廳。1903年（明治三十六年），改名桃園廳。1909年（明治四十二年）10月，合併二十廳為十二廳，該庄隸屬不變。1920年（大正九年），廢十二廳改設五州二廳，該庄改制為「內柵」大字，隸屬於新竹州大溪郡大溪街，大字下有「內柵」、「埔尾」、「下崁」小字名。
戰後大溪街改制為大溪鎮，隸屬於新竹縣，大字亦改制為里，並改名為瑞興里。1950年桃、竹、苗分治，大溪鎮改隸屬於桃園縣。2014年12月，桃園縣升格為直轄桃園市，大溪鎮改制為大溪區。

## 河川改道
昔日大漢溪主流位於內柵地區西部邊界地帶，後因河川改道，目前主流經過本地區中西部，將本地區分割為面積較大之東岸地區及面積較小之西岸地區。

## 聚落
本地區發展較早的聚落為內柵、下崁、埔尾等，在日治期初期的官方地圖上已有記載。此外，尚有康安、東內柵、西內柵、頂埔尾、崁頭等聚落。

## 交通
省道台4線（瑞安路一段～二段、康莊路三段～五段）是竹圍到石門的幹道，大致以西北—東南走向轉北北東—南南西走向再轉縱向蜿蜒經過內柵地區。由此道路向西北轉北可前往八德、桃園、蘆竹、竹圍等地，向南轉西南再轉西可前往新溪州、大坪並止於省道台3乙線路口。
鄉道桃59-1線是內柵至坑底的道路，其西側端點位於本地區東部內柵國小旁省道台4線路口。由此向東南轉南可前往東鄰三層地區猴洞坑聚落北側的鄉道桃59線路口。

## 學校
- 內柵國小

## 文化資產
- 簡送德古宅（市定古蹟）
- 蓮座山觀音寺（市定古蹟）